# Matusalem (arbre)
Methuselah (anglès per Matusalem) és el sobrenom donat a un pi (Pinus longaeva, o segons el nom vulgar en anglès Great Bristlecone Pine), considerat com un dels més antics organismes vius coneguts no clonats (colònia clonal) amb una edat de més de 4789 anys. Edmund Shulman el va descobrir als anys 50 del segle xx quan estudiava els arbres més vells d'Amèrica del Nord. El 2012 Tom Harlan va poder determinar l'edat exacta. Està situat a les muntanyes a l'est de Califòrnia, Estats Units, creix a 2.900-3.000 m sobre el nivell del mar al bosc de Methuselah Grove, un bosc de pins de l'espècie Great Bristlecone, dins el Bosc Nacional Inyo.
Un altre pi, anomenat Prometheus, cinquanta anys més vell es troba al parc nacional Wheeler Peak, també a Nevada. La seva localització exacta roman secreta per protegir-lo i evitar vandalismes.
El nom fa al·lusió al personatge bíblic de Matusalem, que segons la llegenda va viure més de 969 anys.